# Spišský Hrušov
Spišský Hrušov – wieś (obec) na Słowacji położona w kraju koszyckim, w powiecie Nowa Wieś Spiska. Pierwsze wzmianki o miejscowości pochodzą z roku 1253.
Według danych z dnia 31 grudnia 2012, wieś zamieszkiwały 1243 osoby, w tym 647 kobiet i 596 mężczyzn.
W 2001 roku rozkład populacji względem narodowości i przynależności etnicznej wyglądał następująco:
- Słowacy – 99,12%
- Czesi – 0,16%
- Ukraińcy – 0,16%
- Węgrzy – 0,16%

Ze względu na wyznawaną religię struktura mieszkańców kształtowała się w 2001 roku następująco:
- Katolicy rzymscy – 98,08%
- Grekokatolicy – 0,24%
- Prawosławni – 0,16%
- Ateiści – 0,8%
- Nie podano – 0,72%